# Arrondissements de l'Aude

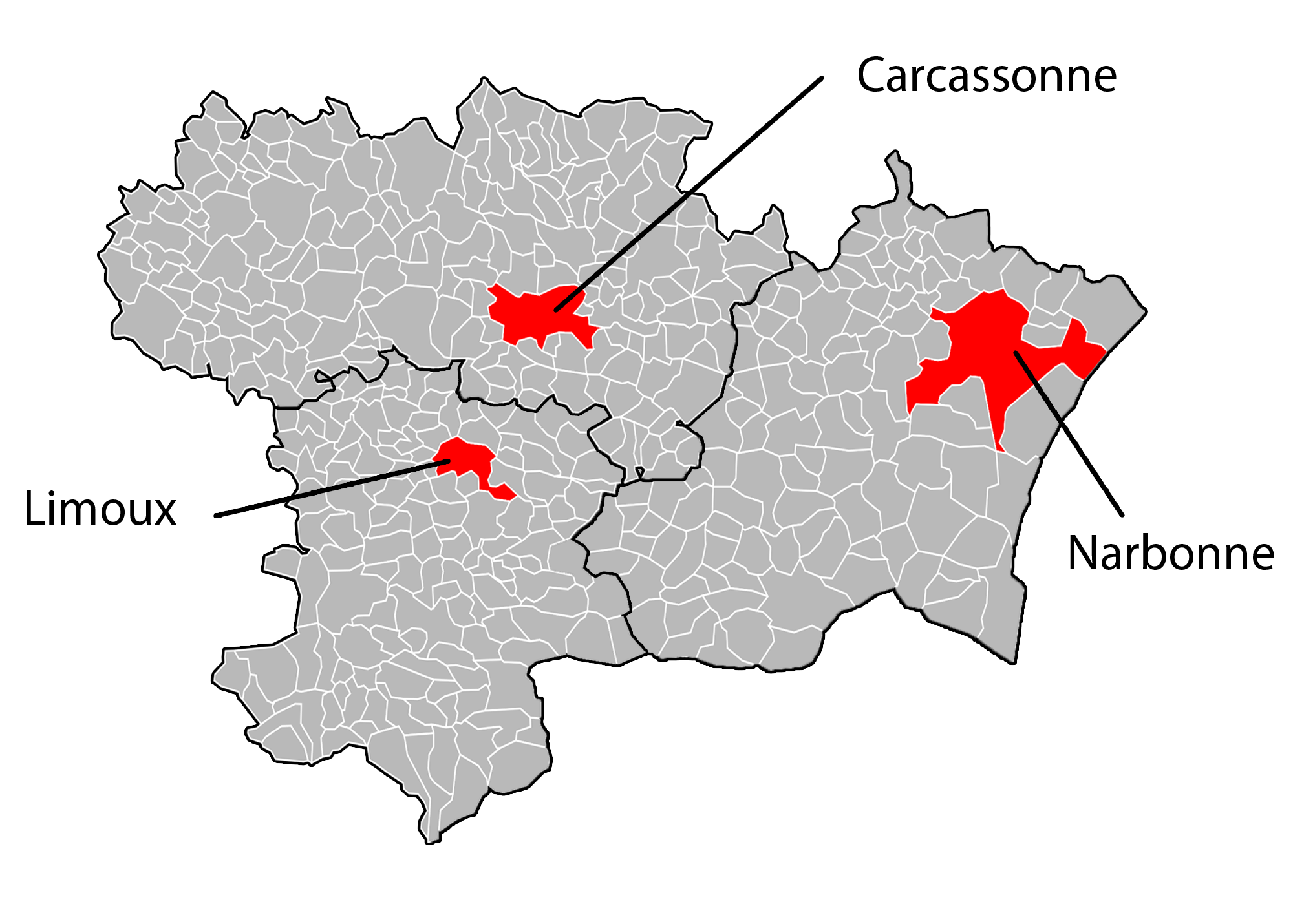
Découpage des communes des 3 arrondissements de l'Aude

Le département français de l'Aude est subdivisé en trois arrondissements.

## Composition
| Nom                           | Code Insee | Superficie (km2) | Population (dernière pop. légale) | Densité (hab./km2) | Modifier             |
| ----------------------------- | ---------- | ---------------- | --------------------------------- | ------------------ | -------------------- |
| Arrondissement de Carcassonne | 111        | 2 309,70         | 163 742 (2022)                    | 71                 | modifier les données |
| Arrondissement de Limoux      | 112        | 1 727,30         | 42 380 (2022)                     | 25                 | modifier les données |
| Arrondissement de Narbonne    | 113        | 2 101,90         | 171 651 (2022)                    | 82                 | modifier les données |
| Aude                          | 11         | 6 139,00         | 377 773 (2022)                    | 62                 | modifier les données |

## Histoire
- 1790 : création du département avec six districts : Carcassonne, Castelnaudary, Lagrasse, Limoux, Narbonne, Quillan
- 1800 : création de quatre arrondissements sur la base des anciens districts : Carcassonne (qui inclut aussi l'ancien district de Lagrasse), Castelnaudary, Limoux (qui inclut aussi l'ancien district de Quillan), Narbonne.
- 1926 : suppression de l'arrondissement de Castelnaudary, fusionné dans celui de Carcassonne.